# まいにちおならで漢字ドリル
まいにちおならで漢字ドリル（まいにちおならでかんじドリル）は、水王舎から発売されている漢字ドリルの名称で、おならが題材とされている。

## 概要
「毎日嗅ぎたくなる...じゃなく、書きたくなる」をコンセプトとして、全例文に「おなら」の文字が入れられている。
2017年7月に小学校低学年向けのドリルが発売され、発売から一週間で10万部を突破した。後に高学年向けのドリルも発売され、全学年向けのドリルが出そろった。大型書店の中にはうんこ漢字ドリルと並べて展開しているところがある。発売から1か月で16万部を突破した。
これはうんこ漢字ドリルがヒットしている時期に発売された。学習参考書業界は堅い業界であるため、類似品は出ず多くに静観されていたのに対して、水王舎の編集本部長は夏休みに間に合わせようと打って出た。末尾に確認テストを設けるなど参考書出版社らしい工夫もされている。

## ラインナップ
小学1、2年生向けはタイトルの漢字の漢が平仮名であるが、それ以外は漢字となっている。
- まいにちおならでかん字ドリル 小学1年生
- まいにちおならでかん字ドリル 小学2年生
- まいにちおならで漢字ドリル 小学3年生
- まいにちおならで漢字ドリル 小学4年生
- まいにちおならで漢字ドリル 小学5年生
- まいにちおならで漢字ドリル 小学6年生